# Lijst van voetbalinterlands Lesotho - Tanzania
Deze lijst van voetbalinterlands is een overzicht van alle officiële voetbalwedstrijden tussen de nationale teams van Lesotho en Tanzania. De Afrikaanse landen hebben tot op heden vijf keer tegen elkaar gespeeld. De eerste ontmoeting was een kwalificatiewedstrijd voor de Afrikaanse Spelen 1973 op 10 oktober 1972 ergens in Tanzania. Het laatste duel, een kwalificatiewedstrijd voor de Afrika Cup 2019, vond plaats in Maseru op 18 november 2018.

## Wedstrijden
| № | Plaats        | Datum            | Competitie                          | Wedstrijd          | Uitslag |
| - | ------------- | ---------------- | ----------------------------------- | ------------------ | ------- |
| 1 | ?             | 10 oktober 1972  | Afrikaanse Spelen 1973 kwalificatie | Tanzania − Lesotho | 4 − 1   |
| 2 | Saulspoort    | 22 mei 2015      | COSAFA Cup 2015                     | Lesotho − Tanzania | 1 − 0   |
| 3 | Dar es Salaam | 10 juni 2017     | Afrika Cup 2019 kwalificatie        | Tanzania − Lesotho | 1 − 1   |
| 4 | Saulspoort    | 7 juli 2017      | COSAFA Cup 2017                     | Tanzania − Lesotho | 0 − 0   |
| 5 | Maseru        | 18 november 2018 | Afrika Cup 2019 kwalificatie        | Lesotho − Tanzania | 1 − 0   |

## Samenvatting
| Competitie                     | Totaal gespeeld | Winst Lesotho | Gelijk | Winst Tanzania | Doelsaldo Lesotho – Tanzania |
| ------------------------------ | --------------- | ------------- | ------ | -------------- | ---------------------------- |
| Afrika Cup-kwalificatie        | 2               | 1             | 1      | 0              | 2 − 1                        |
| COSAFA Cup                     | 2               | 1             | 1      | 0              | 1 − 0                        |
| Afrikaanse Spelen-kwalificatie | 1               | 0             | 0      | 1              | 1 − 4                        |
| Totaal                         | 5               | 2             | 2      | 1              | 4 − 5                        |

LFA · 
Lesothaans vrouwenelftal
Interlands
Tegenstander:
Algerije ·
Angola ·
Benin ·
Botswana ·
Burkina Faso ·
Burundi ·
Centraal-Afrikaanse Republiek ·
Comoren ·
Congo-Kinshasa ·
Ethiopië ·
Gabon ·
Gambia ·
Ghana ·
Guinee ·
Ivoorkust ·
Kaapverdië ·
Kameroen ·
Kenia ·
Laos ·
Liberia ·
Libië ·
Madagaskar ·
Malawi ·
Maleisië ·
Marokko ·
Mauritanië ·
Mauritius ·
Mozambique ·
Myanmar ·
Namibië ·
Niger ·
Nigeria ·
Oeganda ·
Rwanda ·
Sao Tomé en Principe ·
Senegal ·
Seychellen ·
Sierra Leone ·
Soedan ·
Swaziland ·
Tanzania ·
Togo ·
Zambia ·
Zimbabwe ·
Zuid-Afrika
FAT · A-internationals · Olympische elftal · Vrouwenelftal
Algerije ·
Angola ·
Benin ·
Botswana ·
Brazilië ·
Bulgarije ·
Burkina Faso ·
Burundi ·
Centraal-Afrikaanse Republiek ·
China ·
Congo-Brazzaville ·
Congo-Kinshasa ·
Djibouti ·
Egypte ·
Equatoriaal-Guinea ·
Eritrea ·
Ethiopië ·
Gabon ·
Gambia ·
Ghana ·
Guinee ·
Indonesië ·
Ivoorkust ·
Jemen ·
Kaapverdië ·
Kameroen ·
Kenia ·
Lesotho ·
Liberia ·
Libië ·
Madagaskar ·
Malawi ·
Marokko ·
Mauritanië ·
Mauritius ·
Mongolië ·
Mozambique ·
Namibië ·
Nieuw-Zeeland ·
Niger ·
Nigeria ·
Oeganda ·
Palestina ·
Rwanda ·
Saoedi-Arabië ·
Senegal ·
Seychellen ·
Soedan ·
Somalië ·
Swaziland ·
Togo ·
Tsjaad ·
Tunesië ·
Zambia ·
Zimbabwe ·
Zuid-Afrika